# Nationaler Cyber-Sicherheitsrat
Der Nationale Cyber-Sicherheitsrat (NCSR) ist ein am 23. Februar 2011 von der deutschen Bundesregierung gegründetes Gremium.

## Ziele
Ziele sind die Zusammenarbeit zwischen Staatsorganen und der Wirtschaft im Kampf gegen Angriffe von Bot-Netzen. Strategien und Maßnahmen gegen zielgerichtete Angriffe auf Infrastrukturen wie Kommunikationsnetzen von Regierungsorganisationen oder Unternehmen sollen abgewehrt werden.

## Zusammensetzung
In diesem Sicherheitsrat sollen Vertreter des Kanzleramtes, Auswärtigen Amtes, Innen-, Verteidigungs-, Justiz-, Wirtschafts- und Finanzministeriums des Bundes, der Bundesländer sowie „assoziierte Mitglieder“ aus der Wirtschaft die „übergreifenden Politikansätze für Cybersicherheit“ koordinieren. Seit 2018 sind auch die kommunalen Spitzenverbände durch den Deutschen Städtetag vertreten. Beratende Funktion soll das Nationale Cyber-Abwehrzentrum haben.